# Шкода (хоккейный клуб)
«Шко́да» (чеш. HC Škoda Plzeň) — чешский хоккейный клуб из города Пльзень. Выступает в Экстралиге. Домашняя арена клуба — Home Monitoring Арена, вместимостью 7750 зрителей.

## История
Хоккейный клуб в городе Пльзень был основан в 1929 году. В 1949 году дебютировал чемпионате Чехословакии. В 1951 году пробился в первую чехословацкую лигу. В 1957 году команда впервые завоевала медали, став бронзовым призёром. Наивысшим достижением в чехословацкой лиге являются серебряные медали (в 1958, 1959 и 1992 годах). В чешской Экстралиге «Пльзень» долгое время была середняком. В 2000 году стал бронзовым призёром Экстралиги. С возвращением Мартина Страки клуб вошёл в число лидеров чешского чемпионата. Страка стал владельцем клуба, будучи при этом капитаном и лидером команды. В 2013 году «Пльзень» впервые в своей истории стал чемпионом Чехии, победив в финальной серии «Злин» со счётом 4:3. Решающая, 7-я игра, получилась очень драматичной: «Пльзень» трижды вёл в матче, но соперник постоянно отыгрывался, забросив 3-ю шайбу за 10 секунд до конца основного времени матча. В овертайме команды имели много моментов, но долгое время счёт оставался неизменным. В конце второго овертайма, на 97-й минуте матча, «Пльзень» забил гол и стал чемпионом. Символично, что автором «золотого» гола стал Мартин Страка, для которого этот матч стал последним в карьере. Лучшим хоккеистом плей-офф и всего сезона стал Ян Коварж, один из лучших игроков сборной Чехии.
В настоящее время «Пльзень» остаётся одним из лидеров Экстралиги. В 2016, 2018 и 2019 годах клуб становился бронзовым призёром чемпионата. В 2019 году «Пльзень» успешно играл Лиге чемпионов, дойдя до полуфинала турнира, уступив там будущему обладателю трофея шведской «Фрёлунде». Лидером команды сейчас является нападающий Милан Гулаш, который становился лучшим бомбардиром и хоккеистом Экстралиги в 2018 и 2019 годах.

## Достижения
Чемпионат Чехословакии
 Серебряный призёр 1958, 1959, 1992
 Бронзовый призёр 1957
Чешская экстралига
 Чемпион 2013
  Бронзовый призёр 2000, 2012, 2016, 2018, 2019

## Чемпионский состав

### 2012/13
Вратари: Марек Мазанец, Адам Свобода
Защитники: Иржи Ганзлик, Якуб Ержабек, Томаш Словак, Войтех Мозик, Ник Сент-Пьер, Томаш Фроло, Лукаш Поживил, Доминик Богач,  Давид Гавирж, Ярослав Шпачек
Нападающие: Мартин Страка, Ян Коварж, Ондржей Кратена, Томаш Власак, Вацлав Плетка, Михал Дворжак, Петр Вампола, Павел Кашпаржик, Ник Джонсон, Йозеф Балей, Якуб Лев, Патрик Петрушка, Томаш Сикора, Ян Шляйсс, Павел Седлачек, Райан Холлвег
Тренеры: Милан Разим, Михал Страка, Рудольф Пейхар

## Прежние названия
- 1929 — ХК при СК Виктория Пльзень (чеш. Hokejový klub při SK (Sportovní klub) Viktoria Plzeň)
- 1948 — Сокол Пльзень IV (чеш. Sokol Plzeň IV)
- 1949 — ЗСЕ Шкодовы заводы (чеш. ZSJ Škodovy závody)
- 1952 — ЗСЕ Лениновы заводы (чеш. ZSJ Leninovy závody)
- 1953 — Спартак Пльзень ЛЗ (чеш. Spartak Plzeň LZ)
- 1965 — ТЕ Шкода Пльзень (чеш. Tělovýchovná jednota Škoda Plzeň)
- 1991 — ХК Шкода Пльзень (чеш. HC Škoda Plzeň)
- 1994 — ХК Интерконнекс Пльзень (чеш. HC Interconnex Plzeň)
- 1995 — ХК ЗКЗ Пльзень (чеш. HC ZKZ Plzeň)
- 1997 — ХК Керамика Пльзень (чеш. HC Keramika Plzeň)
- 2003 — ХК Ласселсбергер Пльзень (чеш. HC Lasselsberger Plzeň)
- 2009 — ХК Пльзень 1929 (чеш. HC Plzeň 1929)
- 2012 — ХК Шкода Пльзень (чеш. HC Škoda Plzeň)

## Известные игроки
Ниже список чехословацких и чешских хоккеистов — воспитанников ХК «Пльзень», становившихся чемпионами мира, Олимпийских игр и обладателями кубка Стэнли.
|                   | ОИ   | ЧМ               | Кубок Стэнли |
| Ярослав Шпачек    | 1998 | 1999, 2001, 2005 |              |
| Мартин Страка     | 1998 | 2005             |              |
| Петр Сикора       |      | 1999, 2005       | 2000, 2009   |
| Милан Кайкл       |      | 1976, 1977       |              |
| Владимир Беднарж  |      | 1972             |              |
| Богуслав Эберманн |      | 1977             |              |
| Иржи Кучера       |      | 1996             |              |
| ----------------- | ---- | ---------------- | ------------ |